# Whanganui
Whanganui – trzecia co do długości rzeka w Nowej Zelandii i druga pod względem długości rzeka na Wyspie Północnej. Długość: 290 km. Źródło rzeki znajduje się na górze Tongariro. Rzeka uchodzi do Morza Tasmana.
Według uchwały nowozelandzkiego parlamentu z 15 marca 2017 rzeka uzyskała osobowość prawną. Jest to pierwszy taki przypadek w historii. Tym samym zakończył się najdłuższy w dziejach Nowej Zelandii spór prawny. Już w 1873 roku rdzenni mieszkańcy Nowej Zelandii, Maorysi, wnioskowali o nadanie rzece statusu ich przodka.

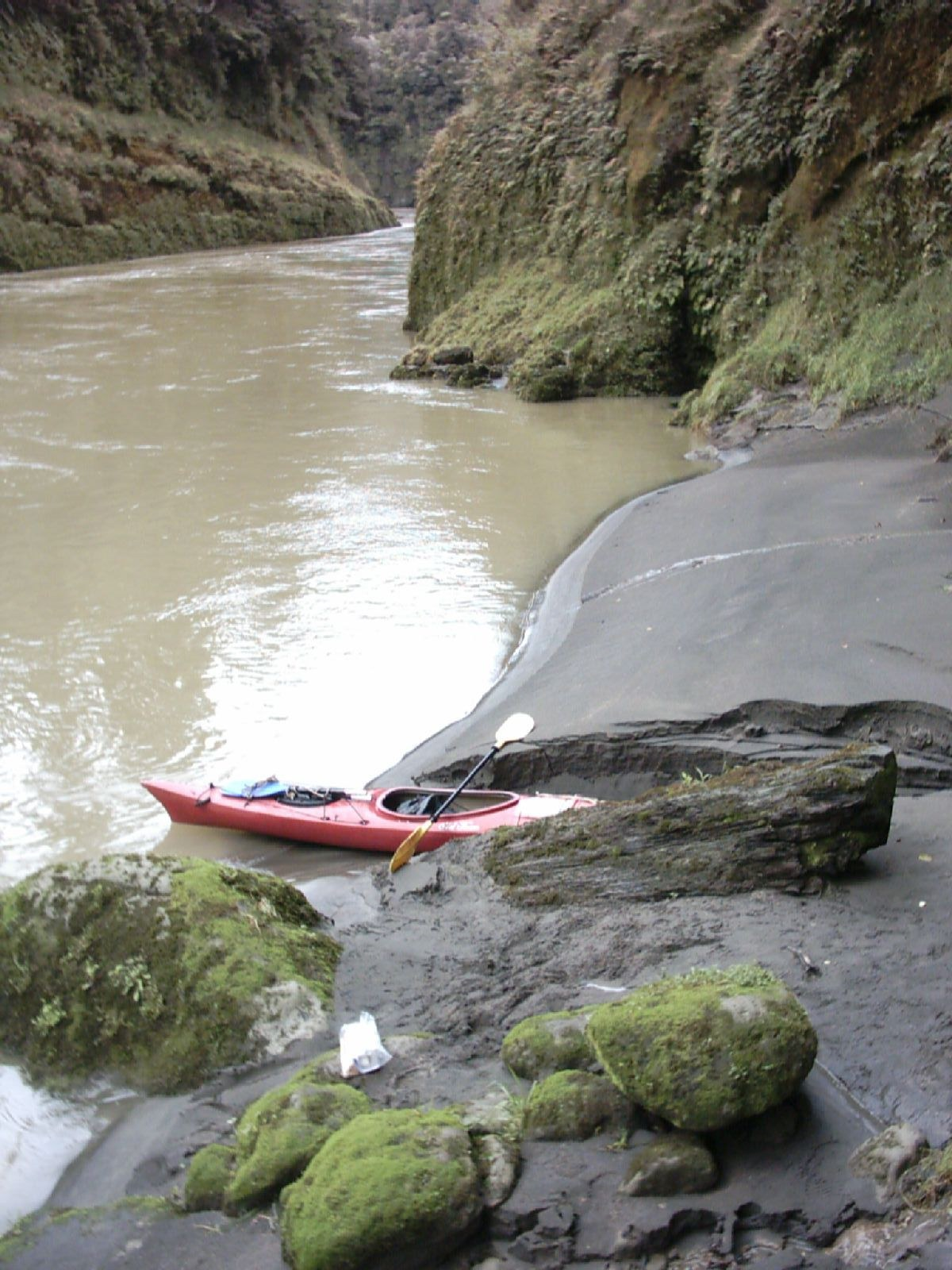
Kajaki na rzece Whanganui